# 12727 Cavendish
A 12727 Cavendish (ideiglenes jelöléssel 1991 PB20) a Naprendszer kisbolygóövében található aszteroida. Eric Walter Elst fedezte fel 1991. augusztus 14-én.